# Eddie Dowling
Pour les articles homonymes, voir Dowling.
Eddie Dowling (né Joseph Nelson Goucher le 11 décembre 1889, mort le 18 février 1976) est un acteur américain, réalisateur, dramaturge et scénariste, compositeur et producteur de théâtre.

## Biographie
Il est le 14e d'une famille de 17 enfants, né d'un père franco-canadien et d'une mère d'origine irlandaise. Il tient son nom de scène du nom de jeune fille de sa mère, née à Rhode Island. Il fait ses débuts sur scène dans le vaudeville avec la troupe Homan Stock Company au Scenic Temple theatre à Providence (Rhode Island). Il apparaît sur scène pendant plusieurs années, notamment dans les Ziegfeld Follies. Il fait ses débuts à Broadway dans The Velvet Lady en 1919. Son plus grand rôle est celui de Tom Wingfield dans la production originale de  La Ménagerie de verre de Tennessee Williams.

## Théâtre
- 1926 : Honeymoon Lane, comédie musicale
- 1944 : La Ménagerie de verre de Tennessee Williams

## Filmographie
- 1921 : The Heart of the North (scénariste)
- 1925 : Poupées de théâtre (Sally, Irene and Mary) (scénariste)
- 1929 : Amour vainqueur (The Rainbow Man)
- 1929 : Blaze o' Glory de George Crone et Renaud Hoffman.
- 1931 : Honeymoon Lane (scénariste)
- 1933 : His Double Life (production)